# Guapó
| Guapó                        | Guapó                                                                                           |
| ---------------------------- | ----------------------------------------------------------------------------------------------- |
|                              |                                                                                                 |
| Wappen                       | Flagge                                                                                          |
| Wappen von Guapó unbekannt   |                                                                                                 |
| Karte                        |                                                                                                 |
|                              |                                                                                                 |
| Basisdaten                   |                                                                                                 |
| Staat:                       | Brasilien (BRA)                                                                                 |
| Verwaltungsgliederung:       | Mittelwesten                                                                                    |
| Bundesstaat:                 | Goiás (GO)                                                                                      |
| Mesoregion:                  | Zentral-Goiás                                                                                   |
| Mikroregion:                 | Goiânia                                                                                         |
| Angrenzende Gemeinden:       | Trindade, Abadia de Goiás, Aragoiânia, Varjão, Cezarina, Palmeiras de Goiás, Campestre de Goiás |
| Distanz zu Goiânia:          | 41 km                                                                                           |
| Geografische Lage:           | 16° 50′ S, 49° 32′ W                                                                            |
| Zeitzone:                    | UTC-3 Sommer: UTC-2                                                                             |
| Höhe:                        | 757 m                                                                                           |
| Fläche:                      | 517,005 km²                                                                                     |
| Einwohner:                   | 14.002                                                                                          |
| Bevölkerungsdichte:          | 27,1 Einwohner / km²                                                                            |
| Telefonvorwahl:              | +55 62                                                                                          |
| Postleitzahl (CEP):          | 75350-000                                                                                       |
| Adresse der Stadtverwaltung: | Rua Pr. Vicente, 356 Setor Centro                                                               |
| Offizielle Website:          | cidadedeguapo.go.gov.br                                                                         |
| Jahrestag:                   | 8. Oktober                                                                                      |
| Gemeindegründung:            | 1948                                                                                            |
| Politik                      |                                                                                                 |
| Bürgermeister:               | Frank Estevan Fausto dos Santos Oliveira (2025–2028)                                            |
| Vize-Bürgermeisterin:        |                                                                                                 |

Guapó ist ein brasilianisches Município im Bundesstaat Goiás. Es liegt südwestlich der brasilianischen Hauptstadt Brasília und von Goiânia, der Hauptstadt des Bundesstaates, in der Mesoregion Zentral-Goiás und in der Mikroregion Goiânia. Guapó ist 41 km entfernt von der Hauptstadt und gehört zur Metropolregion Goiânia.

## Etymologie
Der Name Guapó ist indigenen Ursprungs aus der Sprache der Tupi und bedeutet „Wurzelesser“.

## Geographische Lage
Guapó grenzt an die Gemeinden:
- im Norden an Trindade
- im Nordosten an Abadia de Goiás
- im Osten an Aragoiânia
- im Süden an Varjão

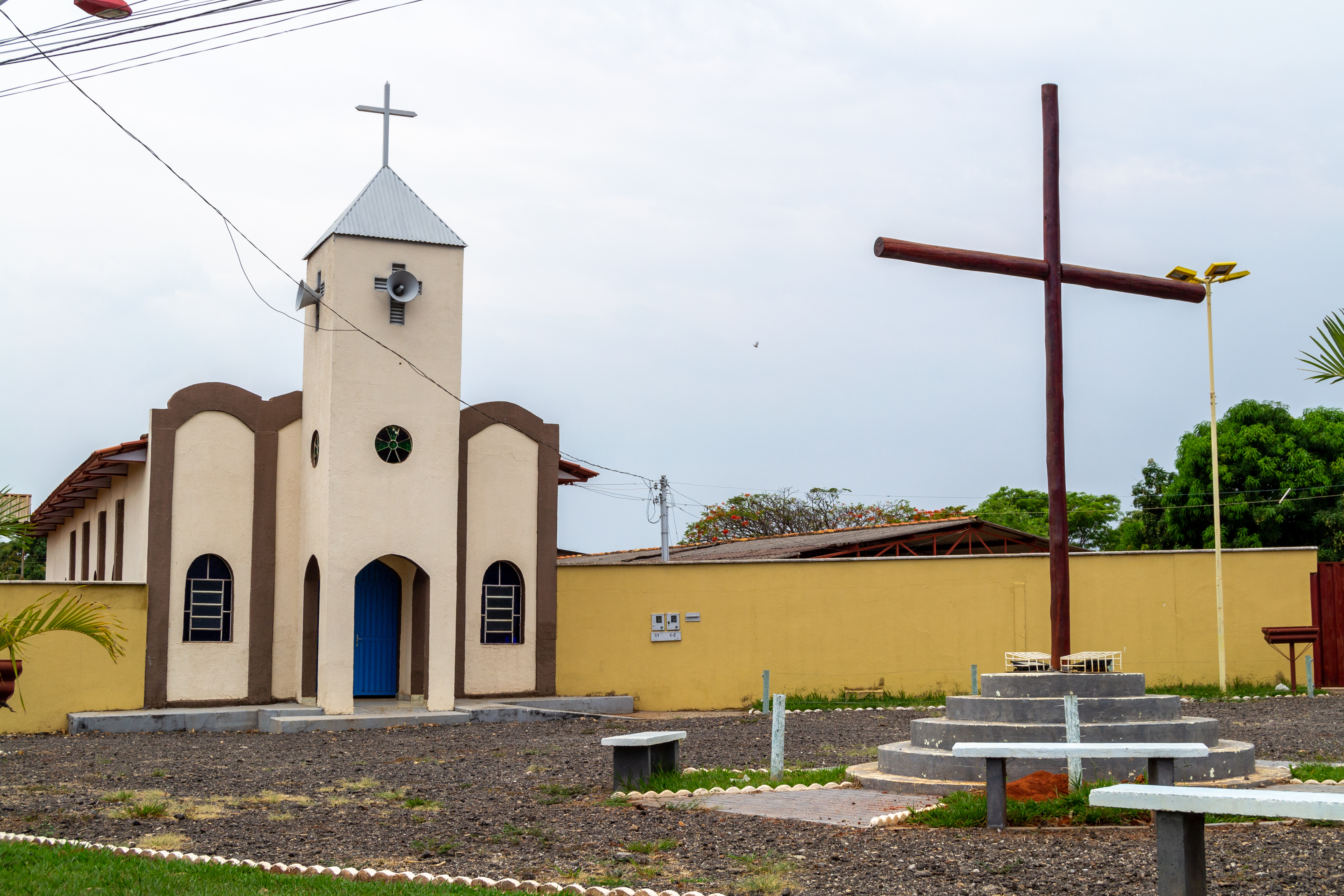
Praça Sr. Onofre Mariano da Silva

- im Westen an Cezarina und Palmeiras de Goiás
- im Nordwesten Campestre de Goiás

## Politik
Von 2009 bis 2012 war Divino Eterno Arruda (PP) der Prefeito des Munizips, während Mirian Lopes Guimarães Nascimento (PSDB) die Vize-Bürgermeisterin war. Von 2025 bis 2028 war Frank Estevan Fausto dos Santos Oliveira der Prefeito des Municipios.